# Monte Pintas
Il monte Pintas (2.543 m s.l.m.) è una montagna delle Alpi del Monginevro nelle Alpi Cozie. Si trova in Piemonte, nella città metropolitana di Torino.

## Caratteristiche
La montagna è collocata lungo la linea di cresta che separa la val Chisone dalla Val di Susa. Verso sud-est il Colle delle Finestre la divide dal Monte Francais Pelouxe, mentre nella direzione opposta il crinale prosegue verso la Punta Fattiere e la Ciantiplagna. Si tratta di un rilievo principalmente erboso e detritico la cui prominenza è di 43 m. Sulla cima del monte passa il confine tra i comuni di Gravere e Usseaux, e sul versante nord-est del monte passa anche il confine con Meana di Susa.
A sud della vetta del monte Pintas, sul lato Val Chisone, corre la SP n. 173 dell'Assietta, una ex-strada militare che unisce Usseaux a Sestriere passando per il Colle dell'Assietta aperta al transito dei mezzi motorizzati nei periodi sgombri di neve.  Nei pressi del punto culminante del Monte Pintas si trovano le rovine delle vecchie fortificazioni sabaude e due ripetitori.

## Storia
Sul monte Pintas nel Settecento era operativa una ridotta, oggi in rovina, destinata al controllo da parte dell'esercito sabaudo del sottostante Colle delle Finestre.

## Accesso alla vetta
È possibile salire sulla cima del monte Pintas con partenza dal Colle delle Finestre o da Pian dell'Alpe. Si tratta di percorsi escursionistici la cui difficoltà è classificata come E.

## Protezione della natura
I versanti meridionale e nord-orientale del Monte Pintas ricadono nel Parco naturale Orsiera-Rocciavrè.